# Lissochlora janamariae
Lissochlora janamariae is een vlinder uit de familie van Geometridae (Spanners). De wetenschappelijke naam van de soort is voor het eerst geldig gepubliceerd in 2014 door Aare Lindt & T. Tasane.

## Type
- holotype: "male. 9-II-2008. leg. A. Lindt. genitalia slide IZBE 8404"
- instituut: EMNH in Nankai University, Tallinn, Estland
- typelocatie: "Ecuador, Oriente, Cosanga, 2100 m, 0°35’26”S, 77°50’40” W"